# Alexandre Faivre
Pour les articles homonymes, voir Faivre.
Alexandre Faivre, né le 16 février 1945 à Belfort et mort le 16 septembre 2020 à Strasbourg, est un historien français.
Professeur des universités, il enseigne depuis 1969 l’histoire du christianisme et la patrologie à l’université de Strasbourg (faculté de théologie catholique). Spécialiste des institutions à l’époque paléochrétienne, ses travaux sur la « Naissance d’une Hiérarchie », les ministères chrétiens et surtout la naissance de la notion de « laïcs » sont traduits en plusieurs langues (italien, anglais, serbo-croate, vietnamien, espagnol, portugais).
En 2000, 30 collègues du Pr. A. Faivre lui ont offert un ouvrage de mélanges pour marquer ses 30 ans d’enseignement à l’Université de Strasbourg sous le titre « Anthropos Laïkos », (Éd. Universitaires de Fribourg, coll. Paradosis 44, Suisse) et rappeler comment ses publications et engagements scientifiques ont marqué la recherche contemporaine sur les institutions chrétiennes. À cette occasion, un colloque scientifique a débattu sous la direction du Pr. André Mandouze des enjeux des recherches de A. Faivre, « à l’épreuve de l’irréductible défi entre l’Écriture et l’Histoire ».

## Biographie

### Origines et formation
Après une triple formation universitaire (en psychologie, en histoire et en théologie catholique), il a soutenu, en 1974, un doctorat d’État en théologie catholique sur « fonctions et premières étapes du cursus clérical » (1068 p.). 

### Carrière
Chargé durant les dix premières années de son enseignement (1969-79), d’assurer à la fois des enseignements d’histoire du christianisme aux XIXe et XXe s. et à l’époque paléochrétienne, il a gardé de cette période le souci d’une réflexion épistémologique constante sur l’utilisation que les contemporains peuvent faire de l’histoire ancienne (voir la contribution fondamentale qu'il a donnée à l'ouvrage L'Historien et la Foi, sous la direction de J. Delumeau, séminaire du Collège de France, Paris, Fayard, 1996).
Dès 1971, il crée un service de Formation théologique continue (le SERFOTHEC) pour ouvrir à un public varié et engagé dans la vie active, une formation théologique universitaire.
Il a participé à la création de la Revue Notre Histoire et a été membre de son comité éditorial de 1983 à 2005.

## Thèmes de recherche
« L’histoire est science des changements » ne cessait de répéter Marc Bloch. La théologie est souvent affirmation de permanences, présentées comme immuables. Historien dans une Faculté de théologie d’État, l’inventaire des différences sociales autant que des différences diachroniques, l’analyse des frontières et des situations d’exception sont révélatrice, pour A. Faivre, du fonctionnement des groupes et du positionnement des acteurs dans le champ religieux. Ses travaux scientifiques publiés en collaboration avec son épouse, Cécile Faivre, aboutissent aujourd’hui à des essais de récits historiques qui ont renouvelé la manière d’aborder l’histoire des structures ecclésiales et l’ecclésiologie. Ils s’articulent autour de plusieurs thématiques qui s’entrecroisent :
- La naissance d'une hiérarchie
- La notion de « laïc », son origine et son histoire
- Les structures et les frontières d'un clergé chrétien
- Hommes et femmes face au pouvoir de servir
- Normes et frontières
- La documentation canonico-liturgique de l'Église ancienne

## Publications

### Ouvrages
- Fonctions et premières étapes du cursus clérical. Approche historique et institutionnelle dans l'Église ancienne, Lille, Service de reproduction des thèses, 1975, 2 vol., 1068 p.
- Naissance d'une hiérarchie, Paris, Beauchesne, (Coll. Théologie historique, 40), 1977, 448 p.
- Les laïcs aux origines de l'Église, Paris, Centurion (Coll. Chrétiens dans l'histoire), 1984, 276 p.
  - Traduction italienne : I laici alle origini della Chiesa, Turin, Edizioni Paoline, (Coll. Problemi e Dibatti, 3), 1986, 272 p.
  - Traduction serbo-croate : Laici, U pocecima Crkve, Zagreb, Biblioteka Provincijalata  franjevaca trecoredaca (coll. Svijetla Tocka, 3), 1988,200 p.
  - Traduction américaine : The Emergence of the Laity in the Early Church, New York, Paulist Press, 1990, 242 p.
  - Traduction portugaise (Brésil), Os Leigos nas origens da Igreja. Petrópolis, Vozes, 1989, 1992².
  - Traduction vietnamienne : GIAO DAN VAO NHUNG THE KY DAU CUA GIAO HOI, Dinh Huong tung thu, Orsonnens (Suisse), 1993, 395 p. (préface en français, p. XI-XX)
- Teologi laici et laici teologi : Il problema in epoca paleocristiana. Prolusione au colloque international de Palerme (24-26 avril 1987), 35 p.
- Ordonner la Fraternité, Pouvoir d'innover et retour à l'ordre dans l'Église ancienne, Paris, Cerf (coll. Cerf-Histoire), 1992, 554 p. .
- Les premiers laïcs. Lorsque l’Église naissait au monde, Strasbourg, Éditions du Signe, (coll. « Croire et Comprendre »), 1999, 336 p.
  - Traduction espagnole : Los Primeros Laicos. Cuando la Iglesia naia al mundo. Monte Carmelo, Burgos, Espagne, 2001, 331 pages
- Chrétiens et Églises : des identités en construction. Acteurs, structures, frontières du champ religieux chrétien, Paris, Cerf Histoire, 2011, 608 pages

### Ouvrages collectifs
- Le devenir des ministères. Des crises du passé aux enjeux actuels, Lumière et Vie 167 (avril-juin 1984), p. 5-25.
- Sanctuaires et clergés, Paris, Geuthner, 1985, p. 103-132
- Dossier pour  «  Un livre à lire... n° 16 »  : Les laïcs aux origines de l’Église, présenté par Bénédicte Doumenge et François Nielly, 1985, 42 p.
- Fonction d’un magistère dans l’Église, Lumière et Vie 180  (Décembre 1986), p. 5-16.
- Les laïcs dans l’Église. Études canoniques (XVIIIe session d’études de droit canonique, colloque 7-11 avril 1986, Paris),  L’Année Canonique (avril 1987), p. 19-54.
- Laici Teologi, Palerme, éd. Oftes, 1988, p. 9-49
- Les ministères dans l'Église, numéro spécial de   «  prêtres diocésains », Paris, 1990, p. 105-126.
- Des missions aux Églises : naissance et passation des pouvoirs, Lyon, CREDIC, 1990, p. 3-35
- Donna e ministero, Rome-Naples, ed. Dehoniane, 1991, p. 324-365
- La naissance de la Parole chrétienne. « Tradition et Écritures au deuxième siècle », Supplément au cahier Évangile 77, Paris, 1991, p. 9-55 (avec C. Faivre-Dibout)
- « El recurso a las Escrituras : Leyendo a los padres apostolicos », dans En el Origen de  la Palabra Cristiana. Tradicion y Escrituras en el siglo II, Estella  (Navarra), 1993, ed. Verbo Divino (Documentos en torno a la Biblia), p. 9-55. (avec C. Faivre-Dibout)
- Femmes et hommes en Église, partenaires autrement (colloque œcuménique international), Paris, 1991, p. 12-19.
  - Édition, avec Préface, tables (des sources et des auteurs) de C. VOGEL,  En rémission des péchés. Recherches sur les institutions pénitentielles dans l'Église latine, Variorum, Londres, 1994 (X + 354 p.).
- La documentation patristique. Bilan et prospective, « La documentation canonico-liturgique. Bilan et prospective », Laval, Paris, Les Presses de l'Université Laval - Les Presses de l'Université de Paris-Sorbonne, 1995, p. 3-43.
- L'historien et la foi (sous la Direction de Jean Delumeau, séminaire du Collège de France), « Des histoires en théologie : conflits de méthodes ou de croyances ? », Paris, Fayard, 1996, p. 101-114.
- Diaconat XXIe siècle (Actes du colloque «Diaconat XXIe siècle » 13-15 septembre 1994, Université de Louvain), « Servir : les dérives d'un idéal. D'un ministère concret à une étape ritualisée », dans Lumen Vitae, Novalis, Cerf, Labor et Fides, 1997, p. 57-76
- Augustinus Lexikon, Würzburg, Giessen, Bâle (articles « clericus, clericatus », « Diaconus, subdiaconus »)
- Lexikon für Theologie und Kirche, Fribourg, Herder (articles « Kirchliche Ämter und Dienste », « Klerus, Kleriker », «  Presbyterium  »).
- Reallexikon für Antike und Christentum, Bonn, articles « klÁroj », Bd XXI, Stuttgart, 2004, col. 65-96. et « laikÒj », Bd XXII, 2008, col.. 826-853.
- Dictionnaire de l’Antiquité, (sous la dir de Jean Leclant), Paris, PUF, 2005, article « laïc »  .
- « Attori e Strutture del campo religioso cristiano », Atlante del Cristianesimo (Atlas of Christianity), UTET, (sous la dir. De G. Alberigo, G. Ruggieri, R. Rusconi), Turín, février 2006, p. 627-646.
- « Mode de communication et rapports de pouvoir  dans les lettres d’Ignace d’Antioche », dans Scrivere per governare, numéro spécial de la « Rivista di storia del cristianesimo », I, 2006, p. 55- 77.
- Frontières dans l’Église, frontières de l’Église. La période paléochrétienne, Numéro rassemblant les contributions de l’ERAC (groupe de recherche sur l’Antiquité chrétienne, dont je suis le directeur), RevSR 2007/1,
- Liminaire, « Frontières de l’Église, frontières dans l’Église. La Période paléochrétienne », p. 1- 5
- « Mise en place et déplacement de frontières dans la Didascalie », p. 49-68.
- « La question des ministères à l’époque paléochrétienne. Problématique et enjeux d’une périodisation », conférence inaugurale du IIIe colloque de La Rochelle (7-9 septembre 2007), parue dans Les Pères de l’Église et les ministères. Evolution, idéal et réalités, Histoire et Culture, La Rochelle, janvier 2008, p. 3-38.
- « 1 Clément questions à l’Église », conférence donnée au colloque « Les Pères et l’Église » (12-13 mars 2008), Metz.
- Trois contributions à l’Histoire de la littérature grecque chrétienne (sous la direction de B. Pouderon et E. Norelli), à paraître au Cerf :
  - La Didascalie des apôtres
  - La Constitution ecclésiastique des apôtres
  - La « Tradition apostolique »

À la suite de sa participation à l’émission de G. Mordillat et J. Prieur sur l’apocalypse (Arte), il vient de publier un long article sur les origines de l’identité chrétienne : « Chrestianoi/Christianoi : ce que chrétiens » en ses débuts voulait dire », dans Revue d’Histoire ecclésiastique, 2008/3, p. 765-799 (avec C. Faivre).

### Articles scientifiques

#### Archives de Sciences Sociales des Religions
- Faivre A. « Couliano (loan P.) Expériences de l’extase. Extase, ascension et récit visionnaire de l’hellénisme au Moyen Age ». Archives de Sciences Sociales des Religions. 1985a. Vol. 60, n°2, p. 241‑241.
- Faivre A. « Dupont (Jacques) Nouvelles études sur les Actes des Apôtres ». Archives de Sciences Sociales des Religions. 1985b. Vol. 60, n°2, p. 251‑251.
- Faivre A. « Martelet (Gustave) Théologie du sacerdoce. T.I.: Deux mille ans d’Eglise en question. Crise de la foi, crise du prêtre ». Archives de Sciences Sociales des Religions. 1985c. Vol. 59, n°2, p. 281‑282.
- Faivre A. « Galot (Jean) Prêtre au nom du Christ ». Archives de Sciences Sociales des Religions. 1986a. Vol. 61, n°2, p. 258‑258.
- Faivre A. « Gaudemet (Jean) Les Sources du droit de l’Eglise en Occident du IIe au VIIe siècle ». Archives de Sciences Sociales des Religions. 1986b. Vol. 61, n°2, p. 259‑259.
- Faivre A. « Guillet (Jacques) Entre Jésus et l’Eglise ». Archives de Sciences Sociales des Religions. 1986c. Vol. 61, n°2, p. 268‑269.
- Faivre A. « Tardieu (Michel) Dubois (Jean-Daniel) Introduction à la littérature gnostique. T.I: Collections retrouvées avant 1945 ». Archives de Sciences Sociales des Religions. 1986d. Vol. 62, n°2, p. 325‑325.

#### Cahiers de Civilisation Médiévale
- Faivre A. « Cyrille Vogel (1919-1982) ». Cahiers de Civilisation Médiévale. 1983. Vol. 26, n°103, p. 281‑285.

#### Revue des sciences religieuses
- Faivre A. « Paul Mattei, Le christianisme antique. Ier-Ve siècle, coll. «L’Antiquité : une histoire», 2003 ». Revue des sciences religieuses. 2004a. Vol. 78, n°3, p. 451‑455.
- Faivre A. « Le Serfothec et les « Nouveaux Publics » de la Faculté de théologie catholique de Strasbourg ; entre célébration, mémoire et victoire ». Revue des sciences religieuses [En ligne]. 2004b. Vol. 78, n°1, p. 137‑153. Disponible sur : < https://doi.org/10.3406/rscir.2004.3713 >
- Faivre A. « F. Blanchetière, Les premiers chrétiens étaient-ils missionnaires ? (30-135), 2002 ». Revue des sciences religieuses. 2003a. Vol. 77, n°3, p. 416‑417.
- Faivre A. « Dieu a-t-il créé la femme voilée ? Du voile des vierges en particulier et de toutes les femmes en général : quelle histoire ?... » Revue des sciences religieuses [En ligne]. 2003b. Vol. 77, n°1, p. 85‑96. Disponible sur : < https://doi.org/10.3406/rscir.2003.3659 >
- Faivre A. « Après Jésus, quel serviteur ? ». Revue des sciences religieuses [En ligne]. 2003c. Vol. 77, n°3, p. 301‑322. Disponible sur : < https://doi.org/10.3406/rscir.2003.4381 >
- Faivre A. « P. Maraval, Le Christianisme de Constantin à la conquête arabe, coll. Nouvelle Clio, L’histoire et ses problèmes, 1997 ». Revue des sciences religieuses. 1998. Vol. 72, n°4, p. 502‑506.
- Faivre A. « J. Schlick et M. Zimmermann (éd.), Églises et groupes religieux dans la société française, (Coll. Hommes et Église, 8) 1977 ». Revue des sciences religieuses. 1979a. Vol. 53, n°1, p. 87‑89.
- Faivre A. « André Vauchez, La spiritualité du moyen âge occidental - VIIIe-XIIe siècles, (coll. l’historien, 19), 1975 ». Revue des sciences religieuses. 1979b. Vol. 53, n°1, p. 83‑83.
- Faivre A. « Albano Vilela, La condition collégiale des prêtres au IIIe siècle, (Théologie Historique, n° 14), 1971 ». Revue des sciences religieuses. 1972. Vol. 46, n°3, p. 276‑277.
- Faivre C., Faivre A. « La place de la femme dans le rituel eucharistique marcosien. Déviance ou innovation ? ». Revue des sciences religieuses [En ligne]. 1997. Vol. 71, n°3, p. 310‑328. Disponible sur : < https://doi.org/10.3406/rscir.1997.3409 >